# David Morgan (aviador)

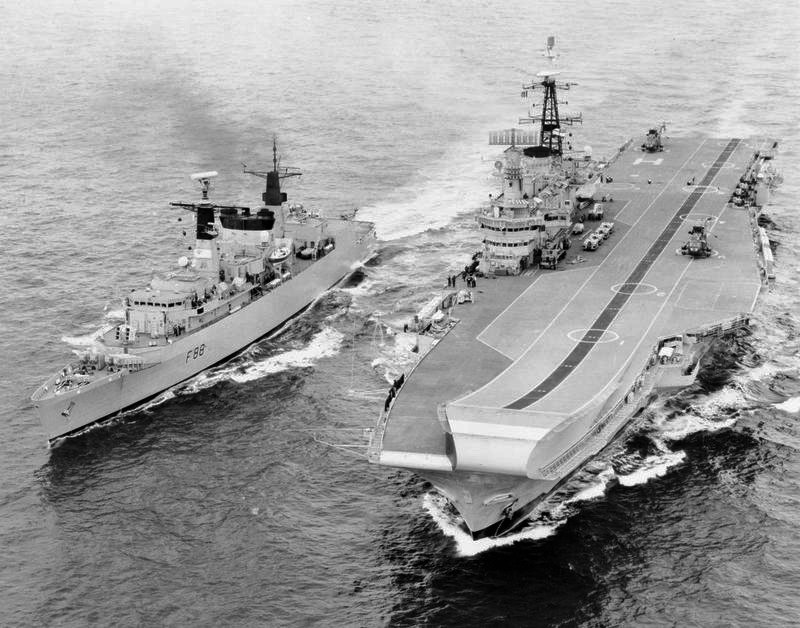
El HMS Hermes, custodiado por el HMS Broadsword, rumbo a Malvinas en abril de 1982.

David Henry Spencer Morgan (Folkestone, 29 de diciembre de 1947) es un escritor y ex–piloto de guerra británico que participó en la Guerra de las Malvinas.

## Biografía[2]
Su padre también fue un piloto de la Real Fuerza Aérea y combatió en la Segunda Guerra Mundial. Morgan intentó ingresar a la RAF con 16 años y allí se descubrió que tenía un agujero en el corazón (defecto del tabique auricular), fue operado con éxito ingresó a la RAF en 1966.
En 1990 se reunió por primera vez con el veterano argentino Héctor Hugo Sánchez y trabó una fuerte amistad.
En 2007 publicó su obra Hostile Skies donde cuenta su experiencia en la guerra del Atlántico Sur.

## Servicio
Debido a la limitación de su cirugía, inició volando helicópteros Westland Wessex y sirvió en Irlanda del Norte con el Escuadrón 72 durante el conflicto norirlandés. Su buen desempeño y fama de piloto talentoso le permitió ser seleccionado para entrenarse en los nuevos, para la época, Hawker Siddeley Harriers y tras esto fue destinado a servir en Alemania Federal.
Luego de su éxito en Malvinas, fue sumado a la Marina Real de forma permanente y se retiró en 1992.

### Guerra de las Malvinas
Morgan había superado las 1000 horas de vuelo y se encontraba en proceso de convertirse en piloto de British Aerospace Sea Harrier, el avión más tecnológico de la época, cuando empezó la guerra del Atlántico sur. Fue enviado como teniente de vuelo al Escuadrón Aéreo Naval 800 y partió con el grupo de tareas contra la invasión argentina en el HMS Hermes, un antiguo portaviones próximo a venderse.
Siendo Comandante de Escuadrilla y a bordo de un Hawker Siddeley Harrier, entró en combate el 8 de junio cuando patrullaba junto a David Smith: se encontraron con cuatro Douglas A-4 Skyhawk, los mismos participaban del ataque aéreo de bahía Agradable.
Smith disparó su misil AIM-9 Sidewinder que derribó el avión de Juan José Arrarás, mientras que Morgan derribó el A-4 de Alfredo Jorge Alberto Vázquez y luego al avión de Danilo Rubén Bolzán, solo el teniente Héctor Hugo Sánchez sobrevivió.